# ولادیمیر شویستر
ولادیمیر شویستر (انگلیسی: Vladimir Šujster؛ زادهٔ ۲۶ مهٔ ۱۹۷۲) بازیکن هندبال اهل کرواسی بود.